# Scinax auratus
Scinax auratus és una espècie de granota endèmica del Brasil. Habita les terres baixes humides forestals subtropicals o tropicals, matollars humits subtropicals o tropicals, pantans d'aigua dolça, maresmes intermitents d'aigua dolça, àrees rocoses i antics boscs molt degradats. Està amenaçada per la pèrdua del seu hàbitat.